# شش‌پره‌ای
شش‌پره‌ای (نام علمی: Parotia) نام یک سرده از تیره مرغ بهشت است.

## گونه‌ها
- شش‌پره‌ای غربی، Parotia sefilata
- شش‌پره‌ای ملکه کارولا، Parotia carolae
- شش‌پره‌ای برنزه، Parotia berlepschi
- شش‌پره‌ای لاویس، Parotia lawesii
- شش‌پره‌ای شرقی، Parotia helenae
- شش‌پره‌ای واهنس، Parotia wahnesi